# Classiche delle Ardenne
Le classiche delle Ardenne o trittico delle Ardenne sono tre classiche ciclistiche che si tengono ogni anno a metà aprile tra le Ardenne e il Limburgo, caratterizzate dal profilo ondulato, con salite brevi, ripide e strette.
Le tre corse si tengono solitamente vicine l'una all'altra, attualmente nel giro di una settimana. Seguono, nel calendario ciclistico, le classiche del pavé, insieme alle quali costituiscono la cosiddetta "campagna del Nord".

## Calendario
- Amstel Gold Race (terza domenica di aprile)
- Freccia Vallone (il mercoledì seguente)
- Liegi-Bastogne-Liegi (quarta domenica di aprile) soprannominata la Doyenne (in italiano la Decana).

## Elenco vincitori

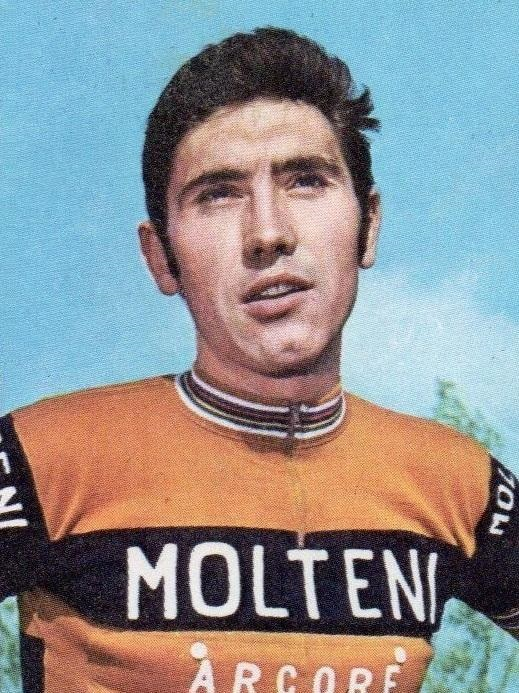
Eddy Merckx ha vinto un record di 10 Classiche delle Ardenne.

Aggiornato all'edizione 2024.
| Anno    | Amstel Gold Race     | Freccia Vallone       | Liegi-Bastogne-Liegi    |                         |
| ------- | -------------------- | --------------------- | ----------------------- | ----------------------- |
| 1892    |                      |                       | Léon Houa               |                         |
| 1893    |                      |                       | Léon Houa               |                         |
| 1894    |                      |                       | Léon Houa               |                         |
| 1894-07 |                      |                       |                         |                         |
| 1908    |                      |                       | André Trousselier       |                         |
| 1909    |                      |                       | Victor Fastre           |                         |
| 1910    |                      |                       |                         |                         |
| 1911    |                      |                       | Joseph Van Daele        |                         |
| 1912    |                      |                       | Omer Verschoore         |                         |
| 1913    |                      |                       | Maurits Moritz          |                         |
| 1914-18 |                      |                       |                         |                         |
| 1919    |                      |                       | Leon Devos              |                         |
| 1920    |                      |                       | Léon Scieur             |                         |
| 1921    |                      |                       | Louis Mottiat           |                         |
| 1922    |                      |                       | Louis Mottiat           |                         |
| 1923    |                      |                       | René Vermandel          |                         |
| 1924    |                      |                       | René Vermandel          |                         |
| 1925    |                      |                       | George Ronsse           |                         |
| 1926    |                      |                       | Dieudonne Smets         |                         |
| 1927    |                      |                       | Maurice Raes            |                         |
| 1928    |                      |                       | Ernest Mottard          |                         |
| 1929    |                      |                       | Alfons Schepers         |                         |
| 1930    |                      |                       | Hermann Buse            |                         |
| 1931    |                      |                       | Alfons Schepers         |                         |
| 1932    |                      |                       | Marcel Houyoux          |                         |
| 1933    |                      |                       | François Gardier        |                         |
| 1934    |                      |                       | Theo Herckenrath        |                         |
| 1935    |                      |                       | Alfons Schepers         |                         |
| 1936    |                      | Philémon De Meersman  | Albert Beckaert         |                         |
| 1937    |                      | Adolph Braeckeveldt   | Éloi Meulenberg         |                         |
| 1938    |                      | Émile Masson jr.      | Alfons Deloor           |                         |
| 1939    |                      | Edmund Delathouwer    | Albert Ritserveldt      |                         |
| 1940    |                      |                       |                         |                         |
| 1941    |                      | Sylvain Grysolle      |                         |                         |
| 1942    |                      | Karel Thijs           |                         |                         |
| 1943    |                      | Marcel Kint           | Richard Depoorter       |                         |
| 1944    |                      | Marcel Kint           |                         |                         |
| 1945    |                      | Marcel Kint           | Jean Engels             |                         |
| 1946    |                      | Désiré Keteleer       | Prosper Depredomme      |                         |
| 1947    |                      | Ernest Sterckx        | Richard Depoorter       |                         |
| 1948    |                      | Fermo Camellini       | Maurice Mollin          |                         |
| 1949    |                      | Rik Van Steenbergen   | Camille Danguillaume    |                         |
| 1950    |                      | Fausto Coppi          | Prosper Depredomme      |                         |
| 1951    |                      | Ferdi Kübler          | Ferdi Kübler            |                         |
| 1952    |                      | Ferdi Kübler          | Ferdi Kübler            |                         |
| 1953    |                      | Stan Ockers           | Alois De Hertog         |                         |
| 1954    |                      | Germain Derycke       | Marcel Ernzer           |                         |
| 1955    |                      | Stan Ockers           | Stan Ockers             |                         |
| 1956    |                      | Richard Van Genechten | Fred De Bruyne          |                         |
| 1957    |                      | Raymond Impanis       | G.Derycke & F.Schoubben | G.Derycke & F.Schoubben |
| 1958    |                      | Rik Van Steenbergen   | Fred De Bruyne          |                         |
| 1959    |                      | Jos Hoevenaers        | Fred De Bruyne          |                         |
| 1960    |                      | Pino Cerami           | Albertus Geldermans     |                         |
| 1961    |                      | Willy Vannitsen       | Rik Van Looy            |                         |
| 1962    |                      | Henri De Wolf         | Jef Planckaert          |                         |
| 1963    |                      | Raymond Poulidor      | Frans Melckenbeeck      |                         |
| 1964    |                      | Gilbert Desmet        | Willy Blocklandt        |                         |
| 1965    |                      | Roberto Poggiali      | Carmine Preziosi        |                         |
| 1966    | Jean Stablinski      | Michele Dancelli      | Jacques Anquetil        |                         |
| 1967    | Arie den Hartog      | Eddy Merckx           | Walter Godefroot        |                         |
| 1968    | Harry Steevens       | Rik Van Looy          | Valere Van Sweevelt     |                         |
| 1969    | Guido Reybrouck      | Jos Huysmans          | Eddy Merckx             |                         |
| 1970    | Georges Pintens      | Eddy Merckx           | Roger De Vlaeminck      |                         |
| 1971    | Frans Verbeeck       | Roger De Vlaeminck    | Eddy Merckx             |                         |
| 1972    | Walter Planckaert    | Eddy Merckx           | Eddy Merckx             |                         |
| 1973    | Eddy Merckx          | André Dierickx        | Eddy Merckx             |                         |
| 1974    | Gerrie Knetemann     | Frans Verbeeck        | Georges Pintens         |                         |
| 1975    | Eddy Merckx          | André Dierickx        | Eddy Merckx             |                         |
| 1976    | Freddy Maertens      | Joop Zoetemelk        | Joseph Bruyère          |                         |
| 1977    | Jan Raas             | Francesco Moser       | Bernard Hinault         |                         |
| 1978    | Jan Raas             | Michel Laurent        | Joseph Bruyère          |                         |
| 1979    | Jan Raas             | Bernard Hinault       | Dietrich Thurau         |                         |
| 1980    | Jan Raas             | Giuseppe Saronni      | Bernard Hinault         |                         |
| 1981    | Bernard Hinault      | Daniel Willems        | Josef Fuchs             |                         |
| 1982    | Jan Raas             | Mario Beccia          | Silvano Contini         |                         |
| 1983    | Phil Anderson        | Bernard Hinault       | Steven Rooks            |                         |
| 1984    | Jacques Hanegraaf    | Kim Andersen          | Sean Kelly              |                         |
| 1985    | Gerrie Knetemann     | Claude Criquielion    | Moreno Argentin         |                         |
| 1986    | Steven Rooks         | Laurent Fignon        | Moreno Argentin         |                         |
| 1987    | Joop Zoetemelk       | Jean-Claude Leclercq  | Moreno Argentin         |                         |
| 1988    | Jelle Nijdam         | Rolf Gölz             | Adrie van der Poel      |                         |
| 1989    | Eric Van Lancker     | Claude Criquielion    | Sean Kelly              |                         |
| 1990    | Adrie van der Poel   | Moreno Argentin       | Eric Van Lancker        |                         |
| 1991    | Frans Maassen        | Moreno Argentin       | Moreno Argentin         |                         |
| 1992    | Olaf Ludwig          | Giorgio Furlan        | Dirk De Wolf            |                         |
| 1993    | Rolf Järmann         | Maurizio Fondriest    | Rolf Sørensen           |                         |
| 1994    | Johan Museeuw        | Moreno Argentin       | Evgenij Berzin          |                         |
| 1995    | Mauro Gianetti       | Laurent Jalabert      | Mauro Gianetti          |                         |
| 1996    | Stefano Zanini       | Lance Armstrong       | Pascal Richard          |                         |
| 1997    | Bjarne Riis          | Laurent Jalabert      | Michele Bartoli         |                         |
| 1998    | Rolf Järmann         | Bo Hamburger          | Michele Bartoli         |                         |
| 1999    | Michael Boogerd      | Michele Bartoli       | Frank Vandenbroucke     |                         |
| 2000    | Erik Zabel           | Francesco Casagrande  | Paolo Bettini           |                         |
| 2001    | Erik Dekker          | Rik Verbrugghe        | Oscar Camenzind         |                         |
| 2002    | Michele Bartoli      | Mario Aerts           | Paolo Bettini           |                         |
| 2003    | Aleksandr Vinokurov  | Igor Astarloa         | Tyler Hamilton          |                         |
| 2004    | Davide Rebellin      | Davide Rebellin       | Davide Rebellin         |                         |
| 2005    | Danilo Di Luca       | Danilo Di Luca        | Aleksandr Vinokurov     |                         |
| 2006    | Fränk Schleck        | Alejandro Valverde    | Alejandro Valverde      |                         |
| 2007    | Stefan Schumacher    | Davide Rebellin       | Danilo Di Luca          |                         |
| 2008    | Damiano Cunego       | Kim Kirchen           | Alejandro Valverde      |                         |
| 2009    | Sergej Ivanov        | Davide Rebellin       | Andy Schleck            |                         |
| 2010    | Philippe Gilbert     | Cadel Evans           | Aleksandr Vinokurov     |                         |
| 2011    | Philippe Gilbert     | Philippe Gilbert      | Philippe Gilbert        |                         |
| 2012    | Enrico Gasparotto    | Joaquim Rodríguez     | Maksim Iglinskij        |                         |
| 2013    | Roman Kreuziger      | Daniel Moreno         | Daniel Martin           |                         |
| 2014    | Philippe Gilbert     | Alejandro Valverde    | Simon Gerrans           |                         |
| 2015    | Michał Kwiatkowski   | Alejandro Valverde    | Alejandro Valverde      |                         |
| 2016    | Enrico Gasparotto    | Alejandro Valverde    | Wout Poels              |                         |
| 2017    | Philippe Gilbert     | Alejandro Valverde    | Alejandro Valverde      |                         |
| 2018    | Michael Valgren      | Julian Alaphilippe    | Bob Jungels             |                         |
| 2019    | Mathieu van der Poel | Julian Alaphilippe    | Jakob Fuglsang          |                         |
| 2020    | annullata            | Marc Hirschi          | Primož Roglič           |                         |
| 2021    | Wout Van Aert        | Julian Alaphilippe    | Tadej Pogačar           |                         |
| 2022    | Michał Kwiatkowski   | Dylan Teuns           | Remco Evenepoel         |                         |
| 2023    | Tadej Pogačar        | Tadej Pogačar         | Remco Evenepoel         |                         |
| 2024    | Thomas Pidcock       | Stephen Williams      | Tadej Pogačar           |                         |
| 2025    | Mattias Skjelmose    | Tadej Pogačar         | Tadej Pogačar           |                         |

## Statistiche
Gli unici corridori ad aver conseguito la "tripletta" in un solo anno sono stati Davide Rebellin nel 2004 e Philippe Gilbert nel 2011. Altri corridori che hanno vinto tutt'e tre le corse, ma in anni differenti, sono Danilo Di Luca, Michele Bartoli, Eddy Merckx, Bernard Hinault, e Tadej Pogačar. Ferdi Kübler (per due anni di fila, 1951 e 1952) e Stan Ockers (1955) sono stati gli unici a fare la "doppietta" quando ancora non esisteva la Amstel Gold Race.
Di seguito sono elencati i ciclisti con più di cinque vittorie totali nelle classiche delle Ardenne.
| Pos. | Corridore          | Amstel G.R. | Freccia V. | Liegi B.L. | Totale |
| ---- | ------------------ | ----------- | ---------- | ---------- | ------ |
| 1    | Eddy Merckx        | 2           | 3          | 5          | 10     |
| 2    | Alejandro Valverde | 0           | 5          | 4          | 9      |
| 3    | Moreno Argentin    | 0           | 3          | 4          | 7      |
| 4    | Philippe Gilbert   | 4           | 1          | 1          | 6      |
| 4    | Tadej Pogačar      | 1           | 2          | 3          | 6      |
| 5    | Jan Raas           | 5           | 0          | 0          | 5      |
| 5    | Davide Rebellin    | 1           | 3          | 1          | 5      |
| 5    | Bernard Hinault    | 1           | 2          | 2          | 5      |